# 도다 야스미쓰
도다 야스미쓰(일본어: 戸田康光, ? ~ 1547년)는 센고쿠 시대의 미카와국의 무장. 다하라 성(田原城)을 근거로 아쓰미반도(渥美半島)·미카와 만(三河湾) 일대에 세력을 떨쳤다. 초명은 아쓰미반도 통일을 이룬 증조부 무네미쓰(宗光)를 닮아, 증조부의 이름인 무네미쓰를 칭했으나, 마쓰다이라 기요야스(松平清康)에게 종속하여, 편휘를 받아 야스미쓰로 개명했다. 단죠쇼히쓰(弾正少弼)를 칭했다.

## 무장열전
도다 단죠쇼히쓰 야스미쓰는, 도다 씨의 종주로서 다하라를 근거지로 하면서, 니렌기 성(지금의 도요하시시) 등에 일족을 두어 미카와 만 일대를 지배하려고 했지만, 북으로부터는 마쓰다이라씨, 동으로부터는 이마가와 씨(今川氏) 등 훨씬 커다란 센고쿠 다이묘(戦国大名)가 동 미카와에 진출해 왔던 탓에 이들에게 굴복하지 않을 수 없게 되었다. 야스미쓰는 처음에 마쓰다이라 씨를 따라서 딸 다하라고젠(田原御前) 마키히메(真喜姫)를 마쓰다이라 히로타다(松平広忠)에게 시집가게 했지만, 마쓰다이라 씨가 마쓰다이라 기요야스의 사후 쇠약해져 이마가와 씨에게 복속하자 도다 씨도 이마가와 씨에 종속했다. 계도에서는 마키히메에게는 도쿠가와 이에야스의 의붓동생인 마쓰다이라 다다마사(松平忠政, 오스가 다다마사), 마쓰다이라 이에모토(松平家元), 게사이(恵最), 나이토 노부나리(内藤信成)들이 있다고 여겨지지만, 생모는 저마다 달라서, 자신의 아들로 길렀던 것인지 아니면 후견이라고 하는 입장에 해당했던 것이라고 생각된다.
1547년(덴분 16년), 야스미쓰는 이마가와 요시모토(今川義元)의 명을 받아, 슨푸에 인질로서 보내어진 히로타다의 적남 다케치요(竹千代, 후의 도쿠가와 이에야스, 어머니는 야스미쓰의 딸은 아니다)을 오카자키로부터 맞아서, 슨푸까지 데려다 주는 임무가 주어졌다. 다케우치와 그의 수행원이 된 일행은 오카자키를 도보로 출발해, 아쓰미반도로 들어가 오이쓰(老津)의 바닷가(지금의 도요하시 철도(豊橋鉄道) 아쓰미 선(渥美線)의 오이쓰 역 근처)로부터 배로 슨푸까지 전송할 예정이었지만, 일행을 태운 배는 그대로 미카와 만을 서쪽으로 나아가 이마가와 씨와 적대하고 있던 오와리국의 센고쿠 다이묘, 오다 노부히데(織田信秀)의 아래에 도착했다.
야스미쓰는 오다 가를 통해서 이마가와 씨를 배반했던 것으로, 뒷날 이에야스가 스스로 술회한 것에 의하면, 다케우치를 1천 관(500 관이라고도 함)으로 매도했다고 한다. 이것에 노한 이마가와 요시모토는, 다하라에서 병사를 파견하게 되었다. 야스미쓰는 다하라 성에서 농성하며 분전했지만 중과부적으로 적남 다카미쓰(尭光)와 함께 전사해, 다하라 도다 씨는 멸망했다.

## 자손·일문
야스미쓰의 차남 노부미쓰(宜光)는 아버지 야스미쓰의 명으로 니렌기 성주에 봉해져, 니렌기 도다가라고 칭하게 되었다. 아버지와 형이 이마가와에 반역한 것과는 다르게 노부미쓰는 이마가와 측에 붙었기 때문에, 도다 가의 핏줄을 유지하여 살아남아 성장한 그의 자손이 도쿠가와 씨에게 임관하게 된다. 따라서 노부미쓰로부터 시작된 적통으로서 니렌기 도다가를 들어 도다 종가로 한다.
야스미스의 직계 자손으로는 적류로 마쓰모토 번(松本藩)의 번주가 된 야스나가(康長)로서 후에 도쿠가와 이에야스의 동생이자 양녀 마쓰히메와의 혼인으로 마쓰다이라 성씨를 하사받아 도다 마쓰다이라가의 시조가 되어 도다 종가로도 명맥을 잇게 된다. 노부미쓰의 삼남 시게마사(重政)의 후손들은 미토 번사가 되어 막말 미토 번 가로(家老) 주다유(忠太夫), 아지마 다테와키(安島帯刀) 등도 배출했다.
가까운 일문으로는 다하라 도다가가 있다. 야스미쓰의 후사는 적자 다카미쓰로 다하라 성주를 이을 예정이었으나 야스미쓰의 동생 쇼에몬 다다마사(庄右衛門忠政, 혹은 미쓰타다光忠)는 오카자키로 탈출하여, 후에 마쓰다이라 씨에게 임관하였고 도다 종가의 거성인 다하라 성을 탈환하여 도다 씨 지류이면서 다하라 성주가 되었다. 이후, 다다마사의 자손은 다하라 도다가라 칭하게 되었다. 다다마사의 손자 다카쓰구(尊次)가 이에야스의 밑에서 전공을 거둬 이즈 시모다(下田)에 5000석을 수여받고, 세키가하라 전투의 후에 다하라 1만석으로 복귀했다. 자손은 에도 시대에 후다이 다이묘가 되어, 우쓰노미야 번(宇都宮藩)과 아시카가 번(足利藩)으로서 메이지 유신까지 존속하였다.
먼 일문으로는 오가키 도다가(다메 도다가)가 있다. 야스미쓰의 사촌 우지테루(氏輝)의 손자 가즈아키(一西)와 그의 아들 우지카네(氏鉄)로 시작하는 오가키번(大垣藩)이 있다.